# Elke Schludecker
Elke Schludecker (* 10. April 1953 in Köln) ist eine deutsche Fernschachspielerin und Frauengroßmeisterin im Fernschach. 

## Leben
Elke Schludecker war in ihrem Berufsleben als Verwaltungsangestellte tätig und befindet sich seit Juni 2013 im Ruhestand. Sie ist ledig und lebt in Euskirchen. Neben Fernschach zählt sie Lesen und Reisen zu ihren Hobbys.

## Fernschach
Seit dem 1. September 1987 ist Elke Schludecker Mitglied im Deutschen Fernschachbund e.V.
Sie hat die 25. deutsche Damen-Fernschachmeisterschaft (2015–2016) gemeinsam mit Jessica Schwamberger und Kirstin Achatz mit je 16 Punkten gewonnen und 2017 den Titel Großmeisterin der Damen erhalten.
Im Laufe ihrer sportlichen Karriere hat Elke Schludecker unter anderem am 6. Senioren-Weltcup 2015 teilgenommen und dort in den Halbfinals den 2. Platz errungen. Bei der 22. deutschen Damen-Fernschachmeisterschaft erreichte sie mit 19,25 Punkten den sechsten Platz.